# Buchstabenrevolution

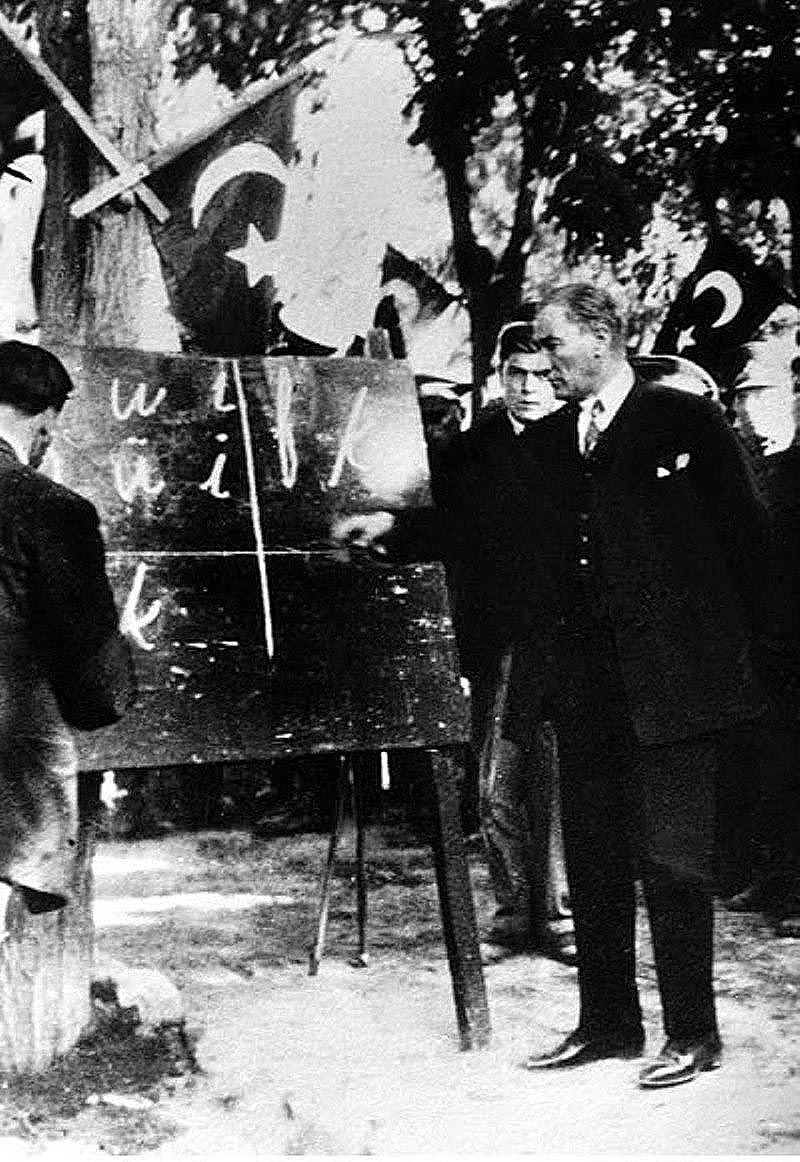
Mustafa Kemal als oberster Lehrer der Türkei

Als Buchstabenrevolution (türkisch Harf İnkılâbı oder Harf Devrimi) bezeichnet man in der Türkei die Umstellung von der arabischen Schrift auf die Lateinschrift 1929 mit dem Gesetz Nr. 1353 über die Annahme und Anwendung der türkischen Buchstaben vom 1. November 1928. Die eingeführte Schrift war phonetisch und basierte auf der Aussprache der gebildeten Schicht Istanbuls. Die Einführung der Lateinschrift brachte eine Erhöhung der Alphabetisierungsrate mit sich, führte jedoch auf lange Sicht dazu, dass viele heutige Türken Texte in arabischer Schrift, also türkische Texte aus den Jahren vor 1929, nicht lesen können.

## Hintergrund
Da die arabische Schrift schwer zu lernen und für die vokalreichere und konsonantenärmere türkische Sprache nicht geeignet ist, erhoffte man sich von der Umstellung einen Beitrag zur Bekämpfung des Analphabetentums in der Türkei. Gleichzeitig sollte die Lateinschrift die Kommunikation mit dem Westen erleichtern und auch den Bruch mit der nahöstlichen Welt und der osmanischen Geschichte vollziehen.
Die Buchstabenrevolution gehörte zu einer Reihe von „Revolutionen“ genannten Reformen und stand als Reformschutzgesetz unter dem besonderen Schutz der Verfassung. Symbolisiert wurden diese Reformen durch das kemalistische Prinzip des „Revolutionismus“ (türk. inkılâpçılık). Zu diesen Reformen gehörten u. a. das aktive und passive Wahlrecht für Frauen in den Jahren 1930 und 1934, das Schleierverbot, die Koedukation, die Einführung des gregorianischen Kalenders (1926) und metrischer Maße (1931), die Regelung gesetzlicher Feiertage und des Ruhetages (1935), Kleidungsreformen wie die Hutrevolution, Abschaffung des Kalifats und der Alaturka-Uhrzeit (1926), die sich nach dem Sonnenuntergang richtete.

## Geschichte

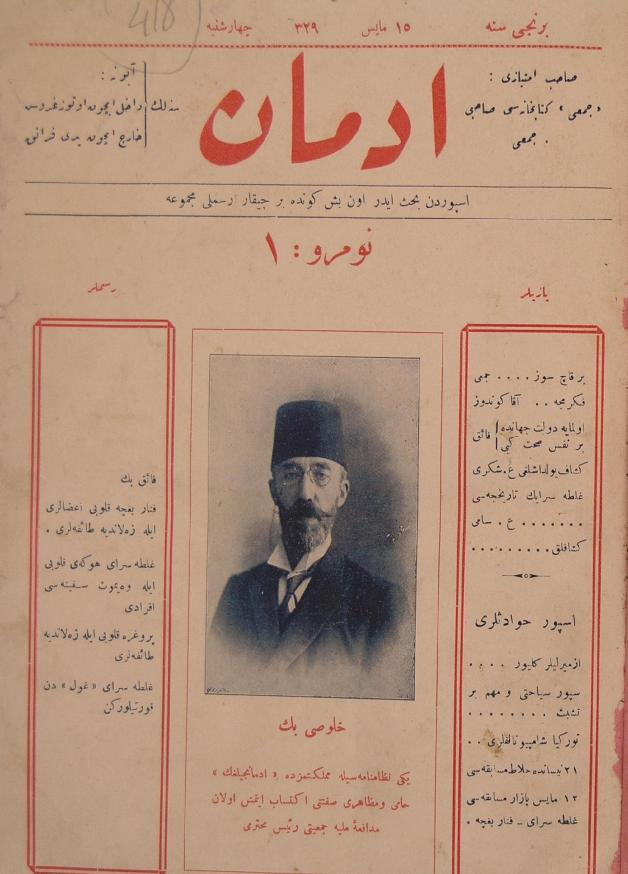
Osmanische Sportzeitung İdmân von 1913

Debatten über die Einführung einer Lateinschrift im Türkischen wurden im Osmanischen Reich bereits in den 1850er und 1860er Jahren durch Ahmed Cevdet Pascha und Münif Pascha angestoßen. Enver Pascha startete im Balkankrieg 1913 den Versuch, Türkisch in unverbundener arabischer Druckschrift zu schreiben. Dieser „Enver’schen Schrift“ (Hatt-ı Enverî), deren Verwendung Enver der Armee befahl, war aufgrund der schlechten Lesbarkeit nur ein kurzes Leben beschert.
In Aserbaidschan erfolgte die Umstellung auf eine modifizierte Lateinschrift im Jahr 1922, und 1926 beschloss eine Turkologenkonferenz die Einführung einer einheitlichen Lateinschrift für alle Turkvölker. Bei einer Umfrage der Tageszeitung Sabah vom 28. März 1926 zeigte sich Ministerpräsident İsmet Pascha als Gegner einer Umstellung. Er befürchtete, dass dies den gesamten Staat lähmen werde. In den ersten Monaten des Jahres 1928 wurde die Lateinschrift bei zwei Treffen des Justizministers Mahmut Esat und des Premiers İsmet Pascha mit Vertretern der Türk Ocakları thematisiert.
Mustafa Kemal (Atatürk) hatte bereits Jahre vor der Einführung die Möglichkeit der Umstellung auf eine Lateinschrift in privaten Gesprächen mit Halide Edib Adıvar und ihrem Ehemann favorisiert. Während seiner Zeit als Militärattaché in Sofia im Ersten Weltkrieg korrespondierte Mustafa Kemal auf Türkisch in einer phonetischen Schrift basierend auf französischer Orthografie mit Madame Corinne Lütfü, der Witwe eines Kameraden. Agop Dilâçar zeigte Mustafa Kemal zwischen 1916 und 1918 ein Exemplar der Türkischen Grammatik in lateinischer Schrift von Gyula Németh mit „č“ und „š“ für „ç“ und „ş“, „γ“ für „ğ“ und dem „χ“ für das arabische „ḫ“, stieß aber auf wenig Gegenliebe. Noch 1922 hielt Mustafa Kemal eine Reform für verfrüht. Zahlreiche Abgeordnete der damaligen Nationalversammlung waren religiöse Würdenträger wie Hocas und Ordensscheichs oder Stammesführer. Einflussreiche konservativ islamische Kreise maßen der arabischen Schrift große Bedeutung bei und befürchteten zurecht, dass nach Einführung einer Lateinschrift viele Menschen den Koran nicht mehr würden lesen können. Kâzım Karabekir beschied 1923 bei einem Kongress in Izmir den Antrag, die Schriftumstellung auf die Tagesordnung zu setzen, abschlägig. Karabekir erklärte schroff, dass die arabischen Buchstaben vollkommen ausreichten. Die Einführung einer Lateinschrift werde nur zu Wirrwarr führen. Europa werde der Islamischen Welt sagen, dass die Türken Christen geworden seien. Das seien die teuflischen Gedanken des Feindes.
Eine Volksbefragung lehnte Mustafa Kemal ab. Dies sei nicht nur eine Dummheit, sondern eine Form des Verrats. Volksabstimmungen gingen nicht bei einer Analphabetenquote von 80 Prozent.
Den eigentlichen Auftakt der Buchstabenrevolution bildete der 8. August 1928. Bei einer Darbietung arabischer Musik und Poesie im Sarayburnu-Park hielt Mustafa Kemal eine Rede über die Einführung der „türkischen Schrift“. Das Manuskript hatte er auf zwei Zetteln bereits in Lateinschrift verfasst, die er anschließend einem Anwesenden zum Lesen überließ. Diese Notizen seien „ursprüngliche wahrhaft türkische Wörter in türkischer Schrift“, erläuterte Mustafa Kemal den Anwesenden.
Am 20. Mai 1928 stimmte das Parlament der Einführung der international gebräuchlichen Schreibweise der arabischen Zahlen zu. Wenige Tage später wurde eine spezielle Kommission für die Schriftumstellung gebildet, die sogenannte Alfabe Encümeni („Alphabetskommission“), die im Dolmabahçe-Palast tagte. Mitglieder waren Yakup Kadri, Falih Rıfkı, Ruşen Eşref, Ahmet Cevat, Ragıp Hulûsi, Fazıl Ahmet, Mehmet Emin und İhsan Bey. Während das Kommissionsmitglied Falih Rıfkı Atay von einem Zeitraum von drei bis fünf Jahren ausging, machte Mustafa Kemal klar, dass es sich allenfalls um drei Monate handeln könne. Die Kommission schlug für das Qāf den Buchstaben q und für das Kāf den Buchstaben k vor. Mustafa Kemal (Atatürk) intervenierte und ließ das „q“ streichen.

## Das Gesetz

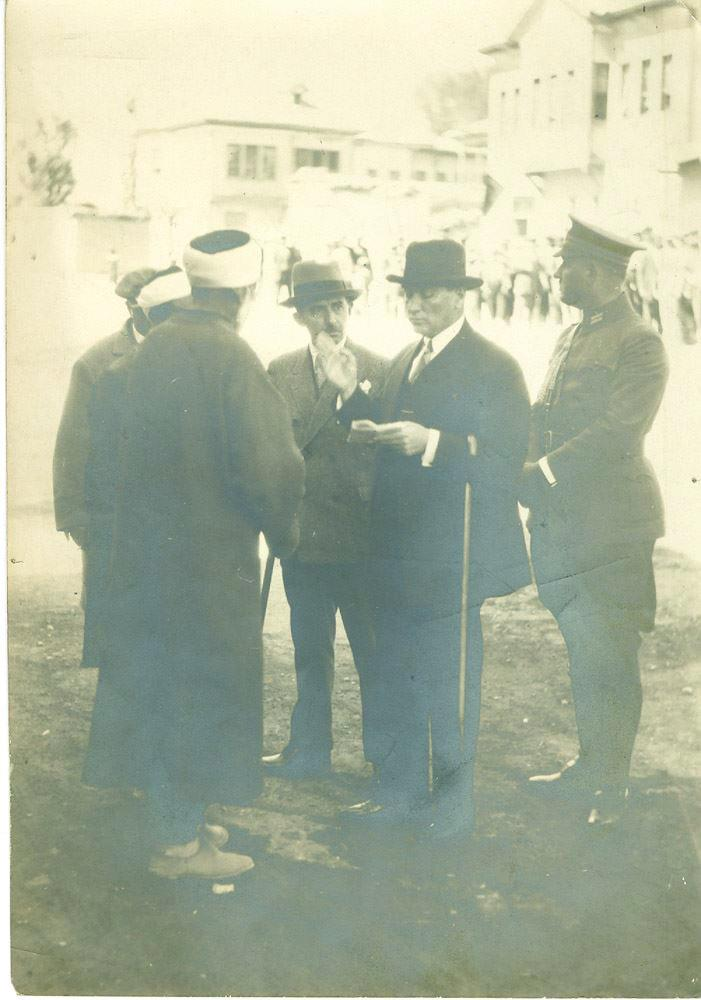
Mustafa Kemal spricht mit Dorfimamen über das neue türkische Alphabet

Am 1. November 1928 eröffnete die Nationalversammlung ihre Sitzungsperiode, und am selben Tag wurden die Abgeordneten über das neue Alphabet informiert und verabschiedeten die Gesetzesvorlage. Zwei Tage später, am 3. November 1928, wurde das Gesetz in der Resmî Gazete veröffentlicht.
Das Gesetz Nr. 1353 trug die Bezeichnung Türk harflerinin kabul ve tatbiki hakkında kanun („Gesetz über die Annahme und Anwendung der türkischen Buchstaben“) und enthielt drei Übergangsfristen. Ab dem 1. Januar 1929 musste bis auf wenige Bereiche die gesamte staatliche Verwaltung die neue Schrift verwenden (Art. 3). Bis zum 1. Juni 1929 wurden noch Eingaben von Bürgern in alter Schrift akzeptiert (Artikel 4). Stenographie durfte noch bis Juni 1930 mit arabischen Buchstaben erfolgen. Bis dahin durfte man auch noch Schriftstücke und Bücher in alter Schrift verwenden (Art. 6). Das Gesetz barg für die Abgeordneten die Gefahr, ihr Mandat zu verlieren, denn Artikel 12 der gültigen Türkischen Verfassung von 1924 bestimmte: Zum Abgeordneten kann nicht gewählt werden, […] wer nicht Türkisch lesen und schreiben kann.
Das Strafmaß wurde durch Artikel 256 des türkischen StGB geregelt, der verschiedentlich geändert wurde. Es waren Geld- und mehrmonatige Haftstrafen vorgesehen. Ab dem Jahr 2004 wurde es im neuen tStGB Artikel 222 geregelt. Dies sah bei Verstößen Freiheitsstrafen von zwei bis sechs Monaten vor. Artikel 222 des tStGB wurde mit Gesetz Nr. 6529 vom 2. März 2014 aufgehoben.
Am 24. November 1928 beschloss man die Einrichtung von sogenannten Millet Mektepleri (Schulen des Volkes), um die Schrift der erwachsenen Bevölkerung zu vermitteln. Atatürk erhielt die Aufgabe des höchsten Lehrers (Başöğretmen).

## Folgen
Die Alphabetisierung der Bevölkerung konnte tatsächlich bald deutlich gesteigert werden. Lag die Quote 1927 noch bei 11 Prozent, so stieg sie bis 1935 bereits auf 20,4 Prozent. 1950 galten 33,6 Prozent, 1960 39,5 Prozent und 2008 85,71 Prozent als des Lesens und Schreibens mächtig. Im Jahre 2019 konnten 96,7 Prozent der Türken lesen und schreiben.
Die Buchstabenrevolution war später Teil des Verbotes der kurdischen Sprache, da die in der kurdischen Lateinschrift verwendeten Buchstaben „w“, „q“ und „x“ nicht Bestandteil des im Gesetz beschlossenen „türkischen Alphabets“ und somit verboten waren.